# Le Monde en marche (Chalon)
Pour les articles homonymes, voir Le Monde en marche.
Le Monde en marche est une œuvre de l'artiste français Fabien Chalon située à Paris, en France. Créée et installée en 2008 dans le hall de la gare du Nord, il s'agit d'une installation composée entre autres d'un film en noir et blanc, de la bande son composée par Brian Eno et Peter Schwalm, d'une boule blanche. L'œuvre se met en marche toutes les heures entre 7 h et 23 h pendant trois minutes. Démontée pour cause de travaux de rénovations en gare du Nord, l'œuvre est en attente d'être remontée.  

## Localisation
L'œuvre est installée sous la grande verrière de la gare du Nord.

## Historique
Le Monde en marche est une œuvre de Fabien Chalon et a été réalisé entre 2005 et 2008. Commande publique de la SNCF, elle est installée cette année-là dans le hall de la gare du Nord et inaugurée le 24 juin 2008.

## Artiste
Fabien Chalon est un plasticien français qui crée des sculptures-machines mettant en scène le mouvement, le temps, les sons et la vidéo.